# 本宮警察署
本宮警察署（もとみやけいさつしょ）は、かつて存在した福島県警察の警察署。
2010年4月1日より組織変更にともない、郡山北警察署本宮分庁舎（こおりやまきたけいさつしょもとみやぶんちょうしゃ）となった。

## 管轄区域
- 本宮市
- 安達郡大玉村

## 所在地
- 福島県本宮市本宮字万世172-1

## 沿革
- 1871年 - 本宮警察署として開署
- 1954年 - 警察法改正に伴い福島県本宮警察署となる
- 1973年 - 現在地に移転新築
- 2010年4月1日 - 郡山北警察署の本宮分庁舎に組織変更[1]

## 交番
なし

## 駐在所
- 岩根駐在所
- 白岩駐在所
- 白沢駐在所
- 大玉駐在所